# Черников, Сергей Георгиевич
Сергей Георгиевич Черников — советский хозяйственный, государственный и политический деятель, Герой Социалистического Труда.

## Биография
Родился в 1935 году в селе Юго-Осокино. Член КПСС.
С 1953 года — на хозяйственной, общественной и политической работе. В 1953—1998 гг. — аппаратчик Сибирского химического комбината Министерства среднего машиностроения СССР в городе Томск-7, аппаратчик Электрохимического завода Министерства среднего машиностроения СССР в городе Красноярск-45.
Указом Президиума Верховного Совета СССР от 24 декабря 1970 года присвоено звание Героя Социалистического Труда с вручением ордена Ленина и золотой медали «Серп и Молот».
Делегат XXV съезда КПСС.
Почетный гражданин города Красноярск-45.
Умер в Зеленогорске в 2003 году.